# Klaus von Stosch
Klaus von Stosch (* 15. September 1971 in Köln) ist ein deutscher römisch-katholischer Theologe und Hochschullehrer für Systematische Theologie in Bonn.

## Leben
Nach seiner Schulzeit studierte Stosch von 1991 bis 1997 Katholische Theologie an der Universität Bonn und an der Universität Freiburg in der Schweiz. 2001 promovierte er in Dogmatik bei Karl-Heinz Menke. 2005 habilitierte er sich bei Jürgen Werbick an der Universität Münster für Fundamentaltheologie. Vom Wintersemester 2008/2009 bis zum Sommersemester 2021 war von Stosch Professor für Systematische Theologie und ihre Didaktik an der Universität Paderborn. Von 2007 bis 2008 war Stosch Mitglied des Jungen Kollegs der Nordrhein-Westfälischen Akademie der Wissenschaften und der Künste. Stosch war an der Universität Paderborn maßgeblich an der Gründung des Zentrums für Komparative Theologie und Kulturwissenschaften beteiligt. Seit dem Wintersemester 2021/2022 ist Klaus von Stosch Inhaber des Lehrstuhls für Systematische Theologie an der Universität Bonn.
Forschungsaufenthalte führten von Stosch an das Center for the Study of World Religions der US-amerikanischen Harvard Divinity School und an die University of Religions and Denominations im iranischen Qom.
Stosch ist verheiratet und hat sechs Kinder.

## Schriften (Auswahl)
- Glaubensverantwortung in doppelter Kontingenz. Untersuchungen zur Verortung fundamentaler Theologie nach Wittgenstein, Regensburg 2001 (Dissertation).
- Gott – Macht – Geschichte. Versuch einer theodizeesensiblen Rede von Gottes Handeln in der Welt, Freiburg/Basel/Wien 2006 (Habilitationsschrift).
- Einführung in die Systematische Theologie (= UTB), Paderborn u. a. 2006.
- Offenbarung (= Grundwissen Theologie), Paderborn u. a. 2010.
- Komparative Theologie als Wegweiser in der Welt der Religionen. Schöningh, Paderborn 2012, ISBN 978-3-506-77537-5.
- Theodizee (= Grundwissen Theologie), Paderborn u. a. 2013.
- Herausforderung Islam. Christliche Annäherungen. Schöningh, Paderborn 2016, ISBN 978-3-506-78494-0.
  - 2., durchgesehene und korrigierte Auflage 2017, ISBN 978-3-506-78783-5.
  - 3., durchgesehene und korrigierte Auflage 2019, ISBN 978-3-506-78020-1.
- Trinität (= Grundwissen Theologie), Paderborn u. a. 2017.
- Der andere Prophet. Jesus im Koran (gemeinsam mit Mouhanad Khorchide) Herder, Freiburg u. a. 2018, ISBN 978-3-451-38154-6.

### Audios
- Trinität – Die Sache mit dem dreieinigen Gott. Worthaus Pop-Up in Köln, 17. Oktober 2015[3]
- Viele Religionen – Eine Wahrheit? Worthaus Pop-Up in Köln, 17. Oktober 2015

## Auszeichnungen
- 2018: World Award for Book of the Year of Islamic Republic of Iran (Kategorie Islamwissenschaft) für Herausforderung Islam. Christliche Annäherungen[4]